# خاستگاه زبان
خاستگاه پیدایش زبان یکی از بحث‌انگیزترین موضوعات دربارهٔ انسان است؛ به‌طوری‌که هیچ توافقی دربارهٔ زمان یا مکان شکل‌گیری نخستین نمودهای زبانی میان دانشمندان وجود ندارد. محدودیت‌های بسیاری برای آزمایش دربارهٔ آن وجود دارد و بسیاری از پژوهش‌گران آن را موضوع خوشایندی برای پژوهش جدی نمی‌دانند. در سال ۱۸۶۶ بحث بی‌نتیجه دراین‌باره تا آنجا پیش رفت که انجمن زبان‌شناسان پاریس بحث دربارهٔ پیدایش زبان را ممنوع کرد. ممنوعیتی که تأثیرش را تا سده ۲۰ (میلادی) بر جوامع غربی حفظ کرد. امروزه گمانه‌های بسیاری دراین‌باره که زبان، چگونه، چرا، کِی و کجا پدید آمده‌است، زده می‌شود.

## دیدگاه متفکران مسلمان
شرح اندیشه‌های اسلامی نخستین، دربارهٔ خاستگاه زبان در برخی کتب اصول فقه و همچنین رساله‌های تازه‌تر با نام «علم‌الوضع» آمده‌است. بر پایه گفته‌های برنارد ویس، اندیشمندان مسلمان پنج دیدگاه را دربارهٔ خاستگاه زبان مطرح کرده‌اند: ۱. طبیعت‌گرایی: زبان ناشی از رابطهٔ طبیعی عبارات زبانی و پدیده‌های خارجی‌ست؛ ۲. قراردادگرایی: زبان محصول نام‌گذاری جمعی و قراردادی پدیده‌هاست؛ ۳. خدادادگرایی: زبان ازسوی خداوند به انسان بخشیده شده‌است؛ ۴. خداداد ـ قراردادگرایی: بخشی از زبان، هدیهٔ خداوند است و بخش دیگر، نتیجهٔ فرایند نام‌گذاری قراردادی‌ست؛ ۵. دیدگاه غیرمتعهد: خدادادگرایی و قراردادگرایی هیچ‌کدام محتمل‌تر از دیگری نیستند.
پیروان مکتب معتزله بیشتر متمایل به قراردادگرایی بودند و پیروان مکتب اشاعره گرایش به خدادادگرایی داشتند.